# Hrvatski Nogometni Klub Hajduk Split 2007-2008
Questa voce raccoglie le informazioni riguardanti l'Hrvatski Nogometni Klub Hajduk Split nelle competizioni ufficiali della stagione 2007-2008.

## Rosa
| N. |                                 | Ruolo | Calciatore        |
| -- | ------------------------------- | ----- | ----------------- |
| 1  | Croazia (bandiera)              | P     | Miro Varvodić     |
| 3  | Croazia (bandiera)              | D     | Goran Jozinović   |
| 5  | Croazia (bandiera)              | D     | Jurica Buljat     |
| 6  | Croazia (bandiera)              | D     | Boris Živković    |
| 7  | Croazia (bandiera)              | C     | Mladen Pelaić     |
| 8  | Croazia (bandiera)              | C     | Siniša Linić      |
| 9  | Croazia (bandiera)              | A     | Nikola Kalinić    |
| 10 | Romania (bandiera)              | C     | Florin Cernat     |
| 11 | Croazia (bandiera)              | C     | Srđan Andrić      |
| 12 | Croazia (bandiera)              | P     | Vladimir Balić    |
| 13 | Croazia (bandiera)              | A     | Ante Rukavina     |
| 14 | Croazia (bandiera)              | C     | Marin Ljubičić    |
| 15 | Croazia (bandiera)              | C     | Drago Gabrić      |
| 16 | Bosnia ed Erzegovina (bandiera) | A     | Mladen Bartolović |
| 17 | Croazia (bandiera)              | C     | Hrvoje Milić      |
| 18 | Croazia (bandiera)              | C     | Ivan Ćurjurić     |

| N. |                                 | Ruolo | Calciatore         |
| -- | ------------------------------- | ----- | ------------------ |
| 20 | Croazia (bandiera)              | D     | Goran Sablić       |
| 21 | Croazia (bandiera)              | A     | Duje Čop           |
| 22 | Croazia (bandiera)              | D     | Mario Maloča       |
| 23 | Croazia (bandiera)              | D     | Igor Tudor         |
| 25 | Croazia (bandiera)              | P     | Vjekoslav Tomić    |
| 26 | Croazia (bandiera)              | C     | Goran Rubil        |
| 27 | Croazia (bandiera)              | P     | Božidar Radošević  |
| 28 | Bosnia ed Erzegovina (bandiera) | D     | Boris Pandža       |
| 29 | Lettonia (bandiera)             | A     | Māris Verpakovskis |
| 30 | Croazia (bandiera)              | A     | Tomislav Bušić     |
| 4  | Bosnia ed Erzegovina (bandiera) | C     | Dario Damjanović   |
| 13 | Croazia (bandiera)              | A     | Branko Čubrilo     |
| 18 | Bosnia ed Erzegovina (bandiera) | C     | Mirko Hrgović      |
| 27 | Croazia (bandiera)              | C     | Niko Peraić        |
| 30 | Croazia (bandiera)              | A     | Krešimir Makarin   |
|    | Croazia (bandiera)              | C     | Mate Maleš         |

## Risultati

### Prva HNL
| Zara 22 luglio 2007, ore 18:00 CEST (UTC+2) 1ª giornata | Zara                  | 0 – 0 referto | Hajduk Spalato | Stadio Stanovi (10 000 spett.)\| Arbitro: \| Ivo Krečak (Sebenico) \| |
| Arbitro:                                                | Ivo Krečak (Sebenico) |               |                |                                                                       |

| Arbitro: | Damir Batinić (Osijek) |

|                                                                |           |           |
| Kalinić 15’, 48’ Rukavina 32’ (rig.), 84’, 86’ Cernat 69’, 72’ | Marcatori | 64’ Kukec |

| Vinkovci 5 agosto 2007, ore 17:30 CEST (UTC+2) 3ª giornata | Cibalia            | 0 – 0 referto | Hajduk Spalato | Stadio Cibalia (5 000 spett.)\| Arbitro: \| Ivan Bebek (Fiume) \| |
| Arbitro:                                                   | Ivan Bebek (Fiume) |               |                |                                                                   |

| Arbitro: | Vlado Svilokos (Sisak) |

|            |           |  |
| Kalinić 9’ | Marcatori |  |

| Arbitro: | Domagoj Vučkov (Fiume) |

|              |           |           |
| Šaranović 1’ | Marcatori | 90’ Rubil |

| Arbitro: | Ivo Krečak (Sebenico) |

|                            |           |            |
| Bartolović 14’ Kalinić 27’ | Marcatori | 47’ Lovrek |

| Arbitro: | Ante Vučemilović-Šimunović (Osijek) |

|                        |           |                        |
| Kristić 8’ Vručina 40’ | Marcatori | 5’ Rukavina 78’ Oremuš |

| Arbitro: | Bruno Marić (Daruvar) |

|                                   |           |            |
| Kalinić 4’, 27’ (rig.) Cernat 89’ | Marcatori | 48’ Conjar |

| Arbitro: | Zlatko Šimčić (Koprivnica) |

|                                                            |           |  |
| An. Sharbini 24’ Škoro 51’ Ivanov 74’ (rig.) Đalović 90+3’ | Marcatori |  |

| Arbitro: | Marijo Strahonja (Zagabria) |

|            |           |  |
| Vitaić 76’ | Marcatori |  |

| Arbitro: | Ivan Bebek (Fiume) |

|             |           |                          |
| Kalinić 79’ | Marcatori | 11’ Modrić 71’ Mandžukić |

| Arbitro: | Marijo Strahonja (Zagabria) |

|                                 |           |            |
| Kalinić 36’, 53’, 74’ Linić 70’ | Marcatori | 21’ Terkeš |

| Arbitro: | Domagoj Ljubičić (Osijek) |

|  |           |            |
|  | Marcatori | 4’ Kalinić |

| Arbitro: | Danijel Trampus (Osijek) |

|                           |           |                 |
| Rubil 8’ Verpakovskis 83’ | Marcatori | 57’, 76’ Malčić |

| Arbitro: | Marijo Strahonja (Zagabria) |

|  |           |             |
|  | Marcatori | 90+3’ Tudor |

| Arbitro: | Bruno Marić (Daruvar) |

|                                         |           |                                     |
| Cernat 17’ Kalinić 28’ Verpakovskis 50’ | Marcatori | 28’ Darmopil 54’ Piškor 62’ Peraica |

| Arbitro: | Vlado Svilokos (Sisak) |

|             |           |  |
| Ibričić 15’ | Marcatori |  |

| Arbitro: | Danijel Trampus (Osijek) |

|                    |           |  |
| Kalinić 57’ (rig.) | Marcatori |  |

| Arbitro: | Bruno Marić (Daruvar) |

|                  |           |                                  |
| Lučić 62’ (rig.) | Marcatori | 6’ Linić 21’ (rig.), 45’ Hrgović |

| Arbitro: | Igor Križarić (Čakovec) |

|                  |           |                 |
| Verpakovskis 19’ | Marcatori | 5’ An. Sharbini |

| Arbitro: | Damir Batinić (Osijek) |

|                               |           |  |
| Živković 36’ Verpakovskis 45’ | Marcatori |  |

| Arbitro: | Ivan Bebek (Fiume) |

|              |           |  |
| Vrdoljak 37’ | Marcatori |  |

| Arbitro: | Andrej Burilo (Osijek) |

|                                                     |           |            |
| Kalinić 17’, 38’ (rig.) Verpakovskis 50’ Andrić 77’ | Marcatori | 7’ Gabriel |

| Arbitro: | Domagoj Vučkov (Fiume) |

|                                    |           |  |
| Smrekar 5’, 27’ Mujanović 30’, 35’ | Marcatori |  |

| Arbitro: | Ante Vučemilović-Šimunović (Osijek) |

|                                                                          |           |                |
| Cernat 7’, 28’ Rukavina 11’ Rubil 17’ Andrić 52’ Živković 63’ Gabrić 90’ | Marcatori | 44’, 82’ Kukec |

| Arbitro: | Domagoj Ljubičić (Osijek) |

|                          |           |                        |
| Eliomar 65’ Darmopil 68’ | Marcatori | 13’ Kalinić 34’ Cernat |

| Arbitro: | Hrvoje Kurtović (Osijek) |

|                     |           |                              |
| Mitrović 77’ (rig.) | Marcatori | 19’, 32’ Rukavina 49’ Cernat |

| Arbitro: | Ante Vučemilović-Šimunović (Osijek) |

|                         |           |  |
| Rukavina 42’ Gabrić 90’ | Marcatori |  |

| Arbitro: | Marko Matoc (Zaprešić) |

|             |           |                      |
| Kalinić 31’ | Marcatori | 4’ Husić 75’ Bagarić |

| Arbitro: | Marijo Strahonja (Zagabria) |

|                    |           |        |
| An. Sharbini 90+1’ | Marcatori | 5’ Čop |

| Arbitro: | Danijel Trampus (Osijek) |

|  |           |                   |
|  | Marcatori | 27’, 47’ Primorac |

| Arbitro: | Ante Vučemilović-Šimunović (Osijek) |

|              |           |          |
| Rukavina 35’ | Marcatori | 79’ Etto |

| Arbitro: | Zlatko Šimčić (Koprivnica) |

|                                 |           |           |
| Jurendić 57’ Ibričić 62’ (rig.) | Marcatori | 76’ Linić |

Fonte: HRnogomet.com

### Coppa di Croazia
| Arbitro: | Ante Vučemilović-Šimunović (Osijek) |

|            |           |                                                                    |
| Mlakar 66’ | Marcatori | 10’, 12’, 31’, 41’ Kalinić 27’, 44’, 56’, 80’ Makarin 51’ Rukavina |

| Arbitro: | Domagoj Vučkov (Fiume) |

|                        |           |  |
| Sablić 52’ Kalinić 86’ | Marcatori |  |

| Arbitro: | Danijel Trampus (Osijek) |

|                              |           |              |
| Kalinić 3’ (rig.) Pelaić 42’ | Marcatori | 71’ Sivonjić |

| Arbitro: | Vlado Svilokos (Sisak) |

|  |           |                                           |
|  | Marcatori | 14’ (rig.) Kalinić 29’ Cernat 86’ Hrgović |

| Arbitro: | Damir Batinić (Osijek) |

|             |           |            |
| Novinić 26’ | Marcatori | 66’ Maloča |

| Arbitro: | Vlado Svilokos (Sisak) |

|                                                 |           |  |
| Cernat 15’ Rukavina 32’, 60’ Kalinić 45’ (rig.) | Marcatori |  |

| Arbitro: | Domagoj Ljubičić (Osijek) |

|                             |           |  |
| Tadić 8’ Mandžukić 20’, 88’ | Marcatori |  |

| Spalato 14 maggio 2008, ore 17:30 CEST (UTC+2) Finale | Hajduk Spalato     | 0 – 0 referto | Dinamo Zagabria | Stadio municipale di Poljud (6 000 spett.)\| Arbitro: \| Ivan Bebek (Fiume) \| |
| Arbitro:                                              | Ivan Bebek (Fiume) |               |                 |                                                                                |

Fonte: HRnogomet.com

### Coppa UEFA

#### Primo turno preliminare
| Arbitro: | Asaf Kenan |

|                |           |             |
| Šćepanović 59’ | Marcatori | 28’ Hrgović |

| Arbitro: | Christoforos Zografos |

|                |           |  |
| Damjanović 46’ | Marcatori |  |

#### Secondo turno preliminare
| Arbitro: | Bruno Paixão |

|  |           |                |
|  | Marcatori | 44’ Campagnaro |

| Arbitro: | Pavel Královec |

|                     |           |             |
| Montella 34’ (rig.) | Marcatori | 83’ Hrgović |

Fonte: uefa.com